# Otus mauli
Otus mauli — викопний вид сов, що мешкав на острові Мадейра в Макаронезійському архіпелазі біля північно-західного узбережжя Африки в північній частині Атлантичного океану. Ймовірно, вид вимер на початку 15 століття після появи людини.

## Історія досліджень
У 1979—1994 роках на островах Мадейра та Порту-Санту було знайдено багато пташиних кісток, у тому числі 27 кісток, що належали тоді ще невідомому виду сов. Їх порівнювали з кістками сплюшки євразійської (Otus scops). Їх передали Муніципальному музею Фуншала (Фуншал) і Департаменту зоології Університету Ла-Лагуна (Тенеріфе). 
Назва виду mauli вшановує Гюнтера Едмунда Мауля, німецького іхтіолога та таксидерміста; у 1930 році він приїхав на Мадейру, щоб працювати в Муніципальному музеї Фуншала.

## Опис
Сова була схожа за розміром на сплюшку євразійську, але кістки ніг були довші. Оцінки ваги його тіла та навантаження на крила свідчать про те, що він переважно жив на землі.
Вимерла сова з Сан-Мігеля (Otus frutuosoi) була схожою, але відрізнялася від виду з Мадейри меншим розміром багатьох її кісток, особливо ліктьової та великогомілкової кісток.